# Со за купање
Со за купање састоји се од водотопивих, прашкастих минерала који се додају води за купање. То је козметички препарат који за који се верује да побољшава чишћење тела и доприносе уживању у купању. Последњих година развијене су соли за купање које опонашају својства природних минералних купки или термалних извора. Неке соли за купање садрже глицерин тако да ће производ деловати као емолијенс, исушивач или мазиво. Солима за купање често се додају мириси и боје, како би се повећало уживање у купању. 

## Опис
Материје означене као соли за купање садрже магнезијум сулфат, натријум хлорид (кухињска со), натријум бикарбонат (сода бикарбона), натријум хексаметафосфат, натријум сесквикарбонат, боракс, и натријум цитрат. Глицерин је такође један од уобичајених састојака соли за купање. У зависности од њихових својстава, адитиви који се додају солима за купање могу се класификовати као емолијенси, исушивачи или мазива. Поред тога садржи и минерале, као што су магнезијум, бром, калијум, калцијум, гвожђе, цинк и бакар. Сви ови минерали имају позитивно дејство на људску кожу. Магнезијум делује тако што његови јони продиру у горњи слој коже и побољшавају хидратацију, што кожу чини мекшом и еластичнијом. Бром потпомаже лучење хормона који су одговорни за регенерацију коже, а има и умирујуће дејство на цело тело. Калијум утиче на воду у организму, оснажује механизме одбране и делује противупално. Калцијум је посебно важан за осетљиву кожу. Он има анти-алергијске особине и поспешује природни баланс коже.
Солима за купање често се додају мириси и боје, а једна од улога соли је и да постепено отпушта разблажене мирисе, који су иначе превише јаки да би самостално били пријатни за употребу. Уобичајени додатак је и уље, чиме се добијају агломерирајуће соли које формирају аморфне грануле, производ који се назива „куглице за купање“ или „куглице са уљем за купање“. Солима за купање најчешће се додају и средства за стварање пене и шумећи агенси. 
Слана купка се обично производи у облику праха или гранула, а могу се наћи и у облику такозваних таблета или бомби за купање. Соли за купање најчешће се пакују у кутије или кесе, али се њихов изглед сматра привлачним за купце, па се често у трговинама могу наћи и у провидним посудама, када се, на пример, може видети игличаста структура кристала натријум сесквикарбоната . 

## Историја
Благотворно дејство које морски соли пружају нашем телу познато је већ вековима. Најраније систематско истраживање различитих врста соли, њихове употребе и метода екстракције објављено је у Кини око 2700. године пре нове ере. Стари Египћани су се купали у води у коју су додавали морску со и разне мирисне есенције. Старогрчки лекар Хипократ у 4. веку п.н.е. саветовао је својим колегама да користе слану воду за лечење различитих тегоба својих пацијената тако што би их урањали у морску воду. Чак и песник Хомер у Одисеји описује благотворна својства сланих купки, када Одисеј враћа своју снагу уз њихову помоћ. У 18. веку је терапија сланим купкама доживела свој процват. Овај тренд је започео у Енглеској и проширио се по целој Европи. Године 1753. енглески лекар Чарлс Расел (енг. Charles Russel) објавио је књигу под насловом „Употребе морске воде“.

## Ефекти
Sо за купање, богата минералима, rегенерише, храни, хидрира, релаксира и освежава кожу. Позната морска со из Мртвог мора има, осим умирујућег и дезинфекционо дејство. Биљни екстракати додати производу чисте и освежавају кожу и спречавају њено исушивање. Со за купање често има и терапеутско дејство - помаже код несанице, главобоље и упале мишића. Екстракти лековитог биља продиру у ћелије и доводе до њихове брже регенерације, па кожа постаје глатка, свежа и здрава. После купања оставља пријатан мирис на кожи.
Неке соли за купање попут фосфата садрже средства која омекшавју отврдлу кожу и помажу у пилингу (уклањању одумрлих ћелија коже). Неке соли за купање делују као омекшивачи воде и мењају начин спирања сапуна са тела. Сапун се у тврдој води не пени добро и после испирања може оставити лепљив осећај. У мекој води ствара се више сапунице него у тврдој, а приликом испирања на кожи дуже остаје осећај клизавости, упркос чињеници да се сапуница боље спира, јер сапун остаје растворљив. 
Висока концентрација соли повећава густину воде, због чега се у кади пуној воде ствара осећај лакоће тела. Веома високе концентрације соли у води користе се и у терапији плутањем, у танковима за плутање. Ови танкови педстављају посебна изоловане коморе са посебним купкама, које блокирај све спољашње утицаје. Вршена су испитивања у области употребе ових комора у лечењу артритиса.

### Таблете или бомбе за купање
Таблете или бомбе за купање, су козметички производи направљени тако да се у води за купање растварају, при чему се ослобађају мехурићи ваздуха, уз интензивни звук шиштања. Пласирају се на тржиште у облику хомогене смеше аморфних зрнаца. Могу бити упаковане у кутију, теглу или хартију. Понекад се пакују и у прашкастом облику, у кесицама за једнократну употребу. Често се пласирају у облику кугли направљених од хомогене или нехомогене смеше, због чега су и назване бомбе за купање . 
Физије за купање садрже раствор соли са мехурићима угљен-диоксида, који су њихова главна особина. Бомбе за купање морају да садрже једну или више киселина и један или више бикарбоната, сесквикарбоната и/или карбоната растворљивих у води. Поред тога, ови производи обично садрже и боје, ароме и друге растворљиве, дисперзибилне или испарљиве састојке, додате из естетских или козметичких разлога, а често могу имати и умирујуће дејство. Бомбе за купање растварају се у води на исти начин као и шумеће таблете.

## Употреба
За припрему купке потребно је каду напунити водом, додати со за купање и лагано промешати. На 10 литара воде обично се додаје 10 до 15 грама соли за купање. Најбоље је да температура воде буде око 35-37 °C. Со за купање може се користити и за пилинг. За овај третман потребно је на длан сипати мало соли и руком прелазити преко влажног тела од стопала према горе, увек у правцу срца. Затим кожу треба добро испрати водом како би се одстраниле изумрле ћелије и побољшала циркулација, исхрана и продор кисеоника у кожу. За релаксацију стопала потребно је потопити их у воду којој је додата шака соли. Оваква купка релаксира стопала, отклања умор и ублажава отоке ногу. Со за купање може бити и одлична припрема за маникира или педикира. Потребно је 10–15 минута пре третмана потопити руке или стопала у припремљену купку.

## Лажни производи који се користе за прикривање дрога
Да би избегле законске препреке, неке компаније продају бројне прашкасте рекреативне дизајниране дроге у паковањима означеним као "соли за купање". Идеја потиче од случајева у којима су овакве дроге продаване замаскиране у праве соли за купање, на чијем паковању је писало да је супстанца намењена употреби током купања. Бели прах, грануле или кристали често подсећају на праве купке направљене од магнезијум сулфата, али се хемијски веома разликују. На таквим паковањима често је назначено упозорење: „није за људску употребу“ у покушају да се заобиђу закони о забрани пласирања дрога. 

## Емолиентни адитиви за купку као лек против екцема
Током 2018. године вршена су истраживања на 483 деце о ефикасности адитива за размекшавање коже у лечењу екцема. Резултати су показали да уља за купање која се користе за лечење атопијског екцема код деце не нуде "никакве доказе о клиничкој корисности".